# Petroica alablanca
La petroica alablanca (Peneothello sigillata) és un ocell de la família dels petròicids (Petroicidae).

## Hàbitat i distribució
Habita a l'espesura del bosc humit a les muntanyes del centre i est de Nova Guinea, a major altura que Peneothello cyanus.